# Flughafen V.C. Bird International

i8
i11
i13
Der V.C Bird International Airport (IATA-Code: ANU, ICAO-Code: TAPA) ist der internationale Flughafen des Inselstaates Antigua und Barbuda. Er liegt bei Osbourne auf der Insel Antigua, etwa acht Kilometer nordöstlich von Saint John’s.

## Geschichte

### Coolidge Air Force Base (Coolidge Airfield)
Der Flughafen wurde während des Zweiten Weltkriegs als Coolidge Air Force Base für die United States Army Air Forces errichtet.

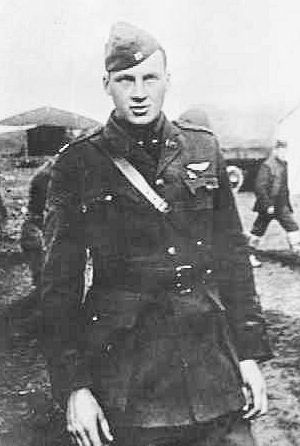
Hamilton Coolidge, 94th Aero Squad, 1918

Die Amerikaner wollten wegen des auch auf Amerika übergreifenden U-Boot-Kriegs einen Abwehr-Stützpunkt, um die Karibik und den Golf von Mexiko abzusichern. Dafür schien Antigua, das am offenen Atlantik liegt, bestens geeignet. Im Rahmen des Zerstörer-für-Stützpunkte-Abkommens (Destroyer Deal) vom 2. September 1940 willigte die britische Regierung in eine US-Militärbasis ein. Gewählt wurde der North Sound, der als flache, geschützte Bucht optimal war. Auf der Crabbs Peninsular wurde die Naval Air Station errichtet, und gegenüber dem Falmouth Harbour, am Barnacle Point, ein Flughafen als Luftunterstützung. Benannt wurde das Flugfeld nach Captain Hamilton Coolidge (1895–1918), einem US-Flieger des Ersten Weltkriegs.
Der vorgesehene Grund umfasste großteils Zuckerrohrfeld, Buschland oder Feuchtgebiet, aber auch das Dorf Winthorpes. Dessen Einwohner wurden umgesiedelt, was sich nicht unproblematisch gestaltete. Die Dörfler waren zeitweilig noch auf dem schon in Betrieb befindlichen, abgezäunten Stützpunkt isoliert, erst 1942 wurde die Neuansiedlung New Winthorpes bezogen. Auch sonst waren die rassistischen Tendenzen der – ausnahmslos weißen – US-Soldaten, die weit über die der britischen Pflanzer der Kolonialzeit hinausgingen, ein großes Problem.
1949 wurde die Basis wieder aufgelassen.

### V.C Bird International
In der Nachkriegszeit wurde Coolidge Airfield dann in einen Zivilflugplatz umgewandelt, und 1959 eröffnet. Benannt ist er nach Vere Cornwall Bird, dem ersten Premierminister von Antigua und Barbuda.
1972 wurde eine längere Piste erstellt, um einen internationalen Flughafen betreiben zu können.
In den 2000ern wurde ein neues Terminal erbaut, ein zweites ist geplant.

## Anlage

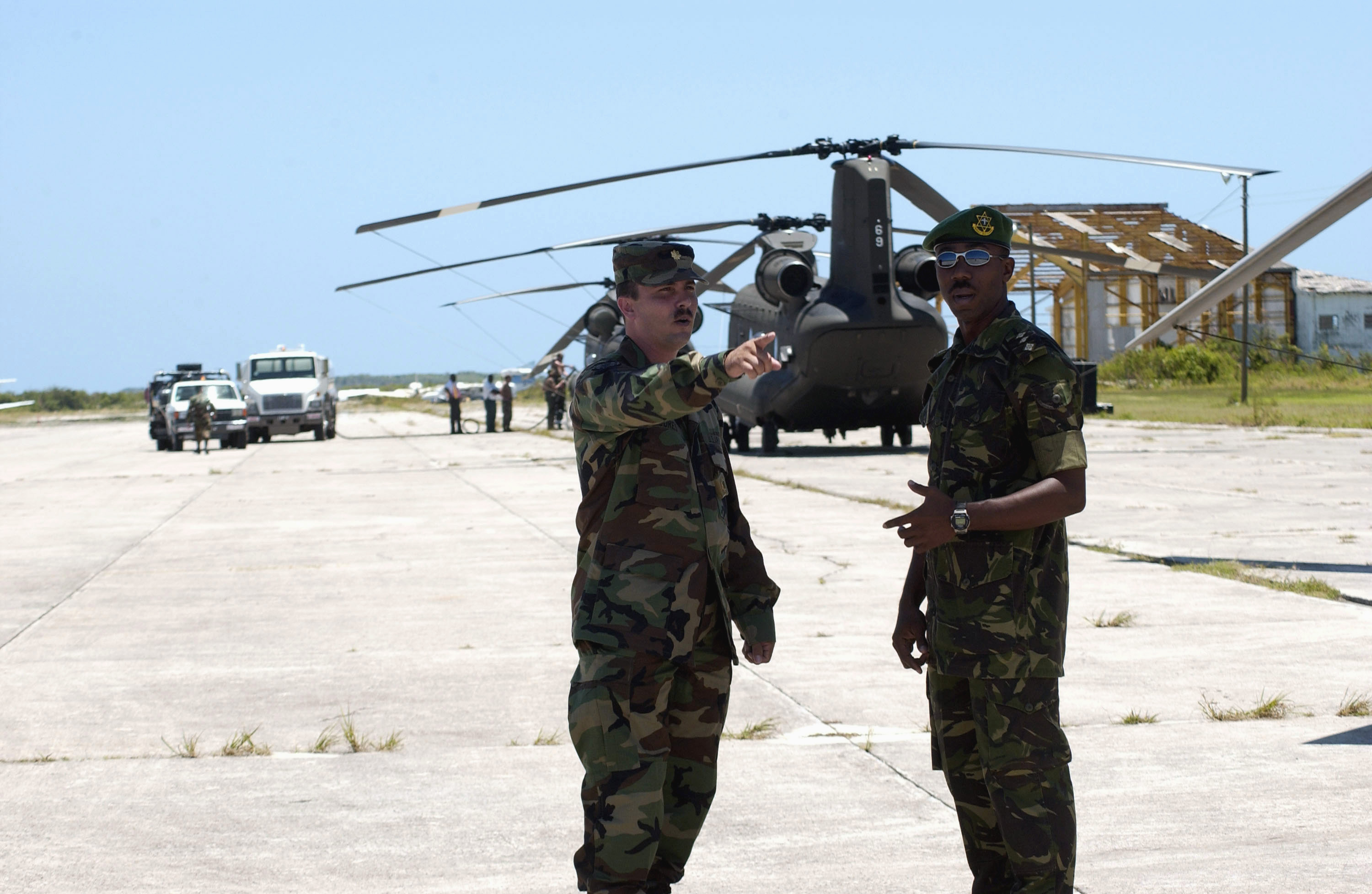
Militärische Aktivitäten auf VC Bird, US Army South (USARSO) und Trinidad and Tobago Defence Force, 2002

Der Flughafen verfügt über eine 2750 Meter lange Bahn, die sich Südwest-Nordost direkt über offenes Meer erstreckt. Die alte Bahn (10/28), die über Kap Barnacle Point in Ostrichtung verläuft, wird heute als Standplatz genutzt.
Die Anlage bildet einen eigenständigen statistischen Zählbezirk (42000 Airport) und hat 82 Einwohner. Auch sonst ist sie Wirtschaftsmotor des Nordwestens, um Coolidge befinden sich heute die wichtigsten Gewerbegebiete Antiguas.
| Coolidge             |                                             |  |
| Barnes Hill Carlisle | Kompassrose, die auf Nachbargemeinden zeigt |  |
| Osbourne Piggotts    | Fitches Creek                               |  |

## Betrieb
Bis zu deren Pleite im Jahr 2024 war der Flughafen der Heimatflughafen der LIAT.
Der Flughafen wird im Rahmen des Regional Security System (RSS) der Karibik auch heute noch militärisch genutzt.

## Nachweise
- Daten des Flughafens (englisch)

1. 1 2 3 4  Susan Lowes: The U.S. Bases in Antigua and the New Winthorpes Story. In: columbia.edu. Teachers College/Columbia University, archiviert vom Original (nicht mehr online verfügbar) am 11. März 2014; abgerufen am 14. März 2014 (englisch, auch auf antiguahistory.net).  Info: Der Archivlink wurde automatisch eingesetzt und noch nicht geprüft. Bitte prüfe Original- und Archivlink gemäß Anleitung und entferne dann diesen Hinweis.
2. ↑  National Statistics Office: Census 2001, Volume I Summary Social, Economic, Demographic, and Housing Characteristics, St. John’s, Juli 2004, Table 8 Population by Enumeration District and Sex, 4. St. Georges. S. 30 f (pdf, ab.gov.ag, dort S. 42 – längere Ladezeit).